# لودويغ هيس
لودويغ هيس هو رسام سويسري، ولد في 16 أكتوبر 1760 في زيورخ في سويسرا، وتوفي بنفس المكان في 13 أبريل 1800.